# Ioga

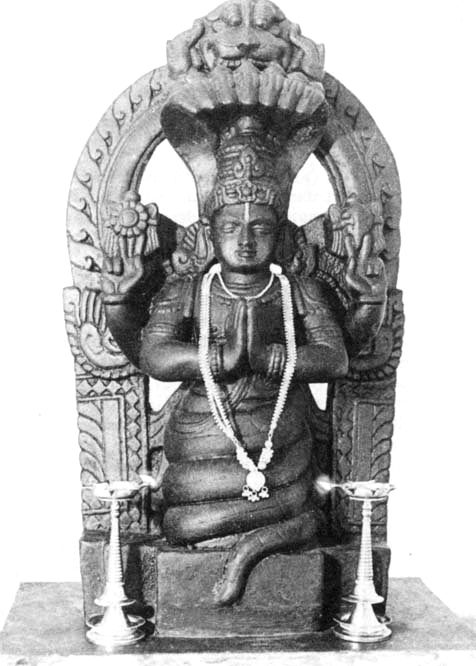
Patanjali -el primer escriptor sobre el ioga-retratat com encarnació de la serp divina Adi Sesha (expansió de Sankarshan)

El ioga (en sànscrit i pali: योग, yóga, "jou" o "unió") és una de les sis darsanes o escoles de filosofia índia àstika que ja es practicava a l'Índia cap al III mil·lenni aC.
Proposa com a objectiu la major felicitat per mitjà de la unió de l'atman (ànima individual) amb el Braman (l'ànima universal). Desenvolupa com integrar els aspectes físics, psíquics i espirituals de la persona a través de la pràctica de la meditació, l'ascesi moral i l'exercici corporal.
Per aconseguir-ho, prèviament cal passar per l'autoconeixement i l'autoanàlisi, el desaprenentatge d'idees preconcebudes inconscients, el creixement personal i altres fases. Inclou la cura del cos físic, perquè és qui conté la persona i perquè considera que fent-ho hom pren cura de l'inconscient. Dona importància a la respiració perquè és controlable conscientment i d'aquesta manera també es pot controlar i tenir cura del cor, la circulació sanguínia i altres aspectes físics i psíquics.

## Etimologia de la paraulaioga
La paraula catalana "ioga" prové del sànscrit yoga, que al seu torn procedeix del verb yuj: "col·locar el jou [a dos bous, per unir]" i es pot traduir per concentrar la ment, absorbir en meditació, recordar, unir, connectar, atorgar, etc. El verb yuj té la mateixa arrel indoeuropea que els termes catalans «jou» i «conjugal».

## Escola filosòfica
El ioga és una de les sis dàrsanes, o escoles de pensament de la filosofia hindú. Aquestes escoles són (entre parèntesis els fundadors o principals referents històrics de cadascun):
- Vedanta (de Vyas)
- Ioga (de Patanjali)
- Samkhya (de Kapil)
- Purves Mimamsa (de Jaimini)
- Nyaya (de Gautama)
- Vaisesika (de Kanada)

## Història

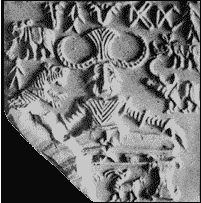
Fotografia del llibre Mohenjo Daro and the Indus Civilization (l'arqueòleg britànic Sir John Marshall; Londres, 1931) que mostra un segell d'argila de la civilització de la vall de l'Indus

El ioga s'originà abans de la nostra era a l'Índia, on persisteix com a tradició. Com que els textos en sànscrit manquen de cronologia, es desconeix exactament quan els habitants del subcontinent indi van començar a realitzar aquest tipus de meditació amb postures físiques.
La primera forma del ioga ja es troba en els quatre vedas. Era una disciplina d'introspecció, o concentració meditativa practicada conjuntament amb els rituals de sacrifici. Per ajudar els sacerdots vèdics a realitzar-los amb molta precisió i concentració.
En 1931, l'arqueòleg britànic sir John Marshall va descobrir a Mohenjo-Daro (Pakistan) un segell d'esteatita del segle XVII aC de la cultura de la vall de l'Indus, amb una criatura antropomorfa amb banyes i en una posició asseguda amb les cames creuades (presumptament una asana de ioga). El descobridor va anomenar la figura Pasupati (el "senyor de les bèsties", un altre nom del déu hindú Xiva). En l'actualitat, alguns escriptors a Occident creuen que aquesta és una prova que en aquesta cultura es coneixia el ioga.

## Tipus de ioga
Classificació dels principals tipus de ioga, segons els mitjans emprats:
- hatha-ioga. Domini extern i intern del cos.
- karma-ioga. Activitat externa amb renúncia progressiva al fruit de l'acció.
- bhakta-ioga. Amor, devoció i servei.
- raja-ioga. Domini intern de la ment (habitualment identificat amb l'astanga).[2]
- jnana-ioga. Coneixement abstracte.
- mantra-ioga. Domini del so i del ritme intern i extern.
- tantra-ioga. Utilitza les energies psíquiques i fisiològiques.

### Raja Ioga

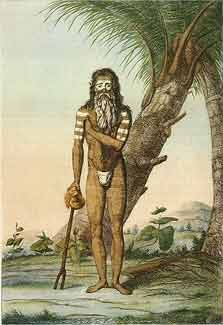
Un sadhú(sant) segons un gravat de 48 × 35 cm de Frans Balthazar Solvyns (1760 -- 1824) per al llibre Illustrations de Les Hindous. París: F. B. Solvyns et H. Nicolle, 1812

El Raja Ioga (Literalment "ioga reial", de rajà: "rei"), també conegut com a ioga mental, és la via de la introspecció i meditació. El practicant investiga la seva ment explorant la consciència en les seves diferents manifestacions: conscient, inconscient i superconscient. En aquest ioga es dirigeix l'atenció cap a l'interior, lluny de la distracció mundana, amb l'objectiu de comprendre la naturalesa humana i el seu potencial.
Se sol identificar el Raja Ioga amb l'astanga ioga descrit per Patanjali. Això és una imprecisió, ja que el Raja Ioga és una categoria més àmplia que abasta també altres sistemes com kundaliní Ioga, kriya ioga, mantra ioga o dhyana ioga.

#### Vuit etapes
El text sànscrit Ioga sutra ('aforismes de ioga') de Patanjali (probablement del segle iii aC) és el llibre més antic sobre el ioga. Prescriu l'adhesió a vuit preceptes que constitueixen el que s'anomena astanga ioga, el 'ioga dels vuit membres' (asta: 'vuit', anga: 'membre').
Aquests «vuit membres» són:
1. Yama ('prohibicions'):
  1. Ahimsa ('no-violència', sensibilitat cap a altres éssers)
  2. Satya ('veracitat', no mentir)
  3. Asteya ('no robar')
  4. Brahmacharya ('conducta brahmans', encara que en la pràctica significava celibat i estudi dels Vedes)
  5. Aparigraha 'no aferrada' a la llar, etc.)
2. Niyama('preceptes'):
  1.  Sauch ('neteja' física i mental)
  2. Santosha ('completa satisfacció')
  3. Tapes (disciplina, 'consumir per la calor')
  4. Svadhyaya ('recitar [elsVedesen veu baixa,] per si mateix')
  5. Ishvara pranidhana ('oferir-se al Controlador [Déu ]')
3. Asana ('postura'): la columna vertebral s'ha de mantenir erecta i el cos estable, en una postura còmoda per a la meditació. El hatha ioga s'enfoca en aquest membre.
4. Pranayama ('control de la respiració';prana: energia mística present en l'aire respirat; i yama: 'control')
5. Pratyahara ('poc menjar', control dels sentits; Prati: 'poc'; ahara: 'menjar; implica el retraïment dels sentits dels objectes externs).
6. Dharana ('sosteniment'; Dhara: 'sostenir'; implica la concentració de la ment en un pensament).
7. Dhyana ('meditació').
8. Samadhi('completa absorció').

### Hatha ioga

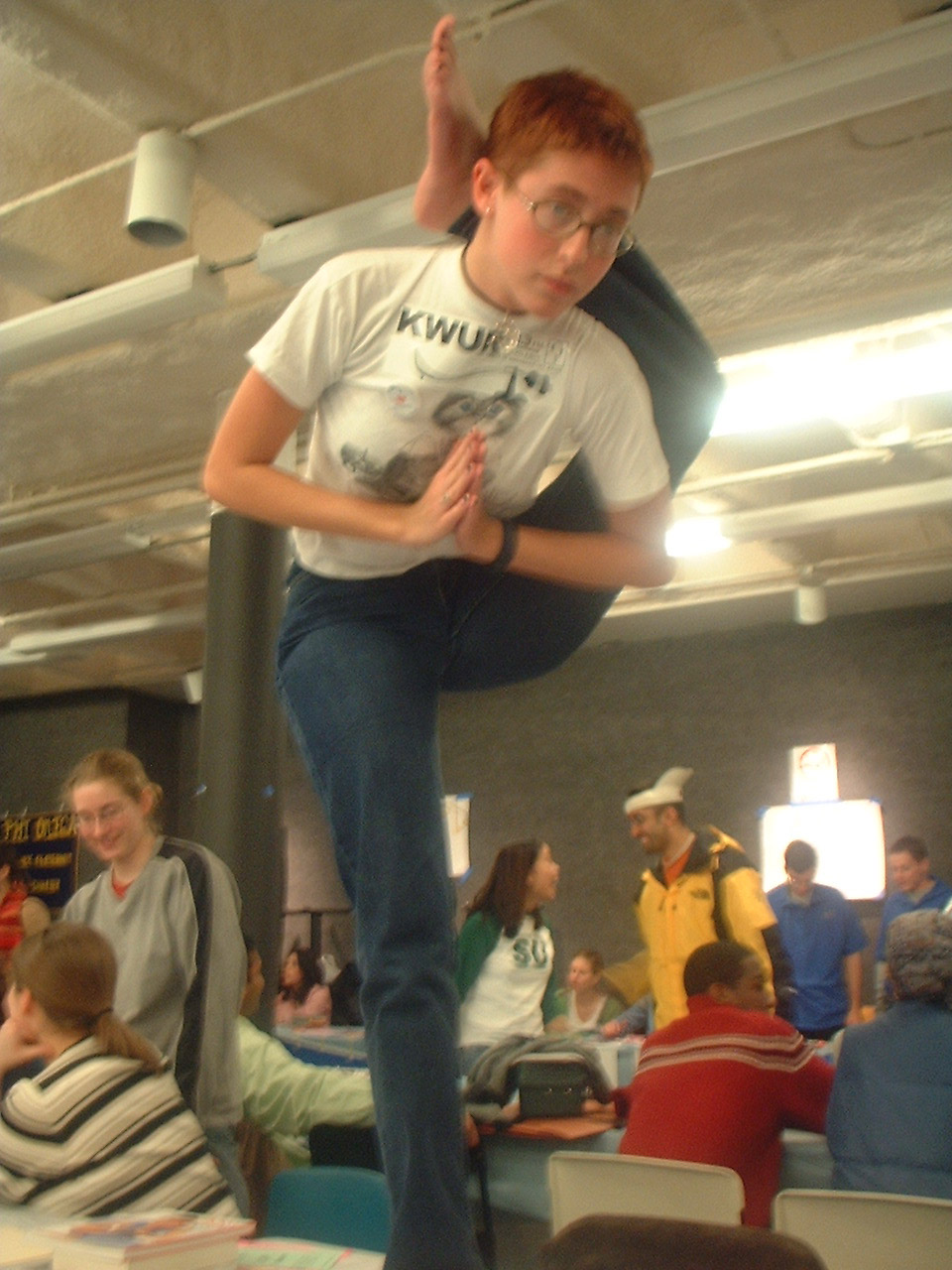
Una noia occidental practicant Hatha Yoga, les mans unides en pranāma (salutació reverencial) de peu sobre una taula, en una convenció de ioguis

El hatha ioga és el ioga més difós en tot el món, conegut per les seves asanes (o posicions corporals). Es tracta d'un sistema de postures físiques amb el propòsit d'aconseguir que el cos es torni apte per a la meditació. Les asanes generen serenitat física i mental, de tal manera que el iogui devot pugui seure durant diverses hores en una postura de meditació sense patir fatiga o inquietud. Unes de les asanes principals són la padmasana ("posició de lotus") i la surià namaskaar ("salutació al sol").
Actualment el hatha ioga emfatitza la relaxació.

### Jnana ioga
El Jnana ('coneixement') s'aplica tant en contexts sagrats com laics. Vinculat amb el terme ioga, es pot referir a l'aprenentatge o coneixement conceptual, i a la més elevada saviesa, visió intuïtiva o gnosis, és a dir, a una mena de coneixement alliberador o intuïció. Ocasionalment, el Jnana s'equipara fins i tot amb la Realitat última.

### Karma ioga
El karma ioga, ioga de l'acció o, més aviat, del servei, és la dedicació completa de les activitats, les paraules i la ment a Déu. El karma ioga no és l'activitat dedicada al bé.
Segons l'hinduisme, les bones obres (el bon karma) no porten a Déu, sinó a una següent reencarnació en millors condicions de vida, mentre que les activitats pecaminoses (mal karma) porten a una reencarnació en pitjors condicions de vida.
El karma ioga no produeix reaccions materials, sinó que allibera l'ànima i li permet, en el moment de la mort, tornar amb Déu.

### Bhakti ioga
El Bhakti ioga és el ioga devocional. La diferència entre el karma ioga i el Bhakti és molt subtil. Ambdós tipus de practicants dediquen les seves activitats a l'Absolut, però als practicants de la devoció (bhaktas) els interessa un coneixement més esotèric de la naturalesa de Déu (en la seva personalitat com Krishna) i de les seves activitats, provinents de desenvolupaments més moderns dels Vedes, especialment del Srimad Bhágavatam.
El Bhakti ioga va ser popularitzat en els anys 1970 pel moviment Hare Krishna.

## Altres tipus de ioga

### Astanga Vinyasa Ioga

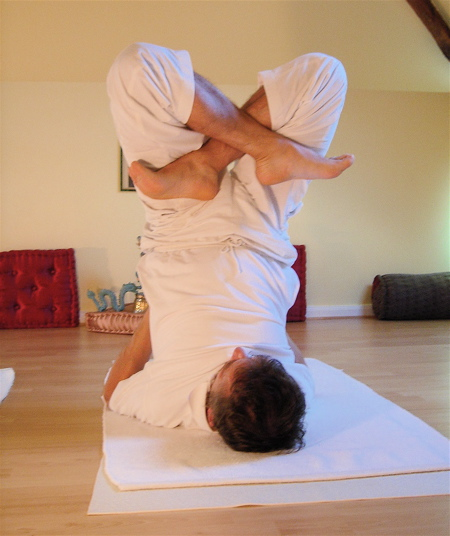
Instructor de ioga executant una postura "Padma-sarvangasana"

Ashtanga vinyasa ioga és un sistema de ioga basat en el text Ioga korunta.
Sri T. Krishnamacharya va escriure que ho havia après (en forma oral) de la seva guru Rama Mohan Brahmachari a principis del segle xx.
Després Krishnamacharya ho va ensenyar als seus deixebles Indra Devi, B. K. S. Iyengar, Sri Pattabhi Jois i a TKV Desikachar, el seu fill. Aquests mestres ho van difondre a Occident. Sri K. Pattabhi Jois, que ensenya en l'actualitat aquest sistema a l'Índia, va aprendre aquest tipus de ioga de Krishnamacharya, amb qui va estudiar des de 1927.
Aquesta escola del ioga intenta incorporar les vuit branques tradicionals del ioga (conegudes com a aṣṭāṅga ioga o raja ioga) segons el que s'ha exposat per Patanjali en els seus Ioga sutras. Emfatitza el vinyasa (moviment sincronitzat amb la respiració) mitjançant un mètode progressiu de sèries de postures amb una respiració específica (ujjāyī pranayama).
Segons els seus adeptes, aquesta pràctica produeix calor intern i abundant sudoració. Aquesta calor purifica els músculs i els òrgans, elimina toxines i permet que el cos es reconstitueix. Aquest mètode requereix molta elasticitat i força muscular, i està recomanat per als qui vulguin baixar de pes i augmentar la seva força i elasticitat.

### Kriya ioga

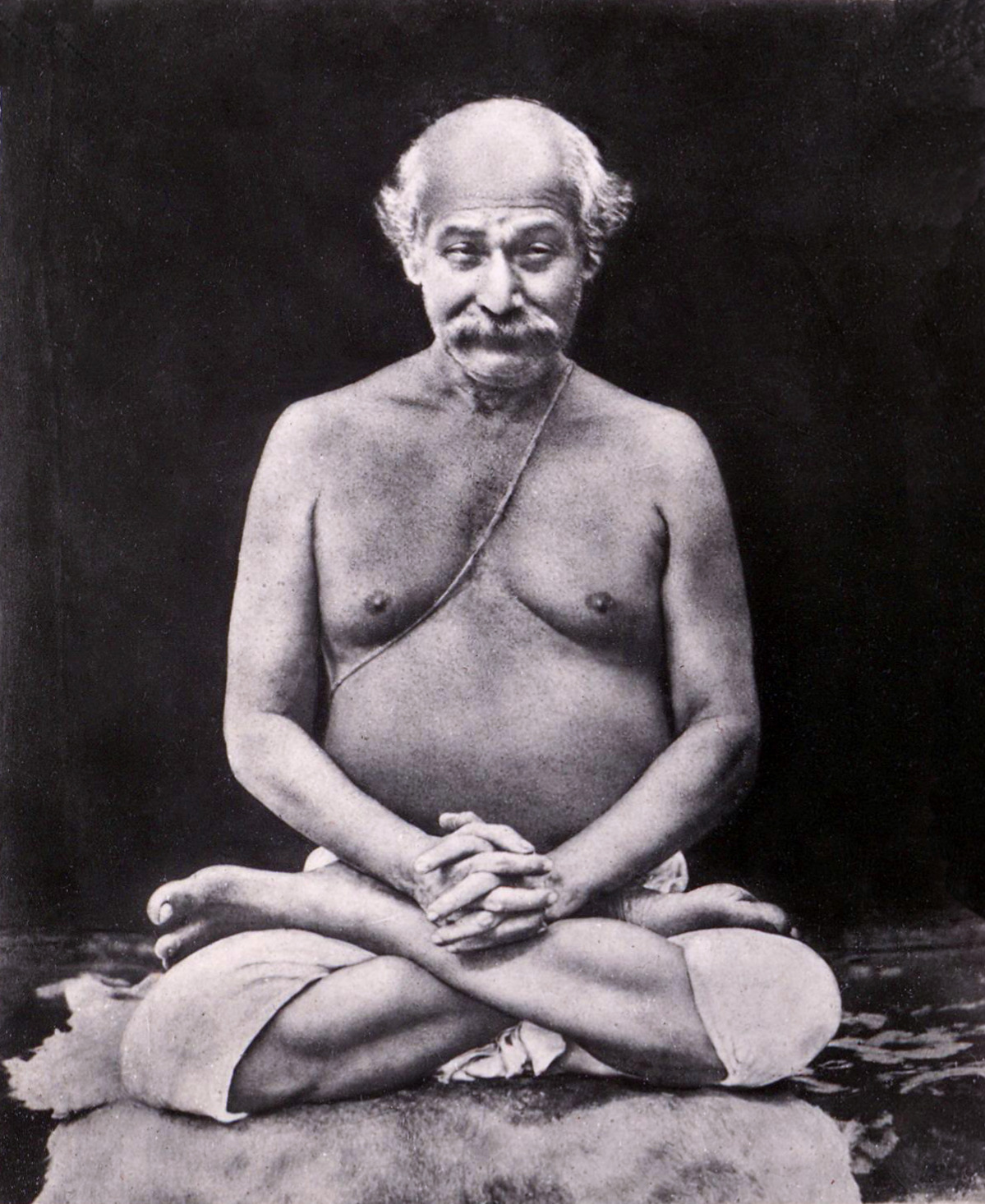
Lahiri Majāśaia assegut en la posició de lotus. Fotografia presa del llibreAutobiografía d'un iogui, de Paramahamsa Yogananda

Segons el Bhágavata Puraná (4.13.3), el Ioga sutra (2.1) i el Kriya Ioga Sara (una secció del Padma Purana), el  Kriya ioga és la forma pràctica de la filosofia del ioga, un tipus de devoció activa: unió amb la divinitat mitjançant la deguda pràctica dels deures quotidians.
El Kriya ioga va ser popularitzat a Occident per Paramahansa Yogananda en el seu llibre Autobiografia d'un iogui. Segons aquest autor, el ioga de Kriya accelera l'evolució espiritual i genera un profund estat de la tranquil·litat.
Les tècniques del Kriya ioga van ser popularitzades pel iogui Lajiri Mahāśaia. Es tractaria d'una forma mística del pranayama , o sigui, el control de l'energia respiratòria.
La paraula del sànscrit Kriya significa:
- acció, realització, ocupació, negoci, treball, tasca (segons el Kātiāiana Śrauta Sutra, les Lleis de Manu ).
- acció física, ensinistrament dels membres (segons lexicògraf com Amarasimha i Hemachandra).
- investigació judicial (per mitjans humans, com a testimonis, documents, etc.) o per mitjans sobrehumans.
- expiació d'una culpa.
- acció (com la idea general que es pot expressar amb un verb).
- verb. Segons els gramàtics hi ha dos tipus de verbs: sakarma-Kriya ('actius') i akarma-Kriya ('intransitable ').
- sacrifici, ritu religiós.
- acció religiosa, filla de Kardama i esposa de Dharma.

En canvi, segons Yogananda, la paraula Kriya significa 'neteja' (ja sigui aquesta física o mental), la que ajuda a eliminar les kleshas (impureses) que plaga les accions dels seus seguidors.
El Kriya consisteix d'un procés continu d'oxigenació que aconsegueix la combustió del carboni de les substàncies residuals (impureses) que es troben en el torrent sanguini. D'aquesta manera, estalvia al cor la necessitat de bombar la sang venosa cap als pulmons per netejar de diòxid de carboni.
Segons les doctrines del ioga, els kleshas són: 
- avidyā: ignorància
- asmitā: egoisme (asmi: 'jo sóc'; TWA: 'qualitat')
- raga: desig
- dveṣa: odi
- abhiniveśa: tenacitat per l'existència mundana.

Mitjançant la respiració calmada del Kriya ioga els batecs del cor es relaxen. Com a resultat, l'energia vital es desconnecta dels cinc sentits i la ment adquireix l'estat conscient pratyahara; o sigui, el retraïment dels sentits dels objectes externs (sent Prati: 'mica' i ahara: 'menjar').

### Kundaliní Ioga

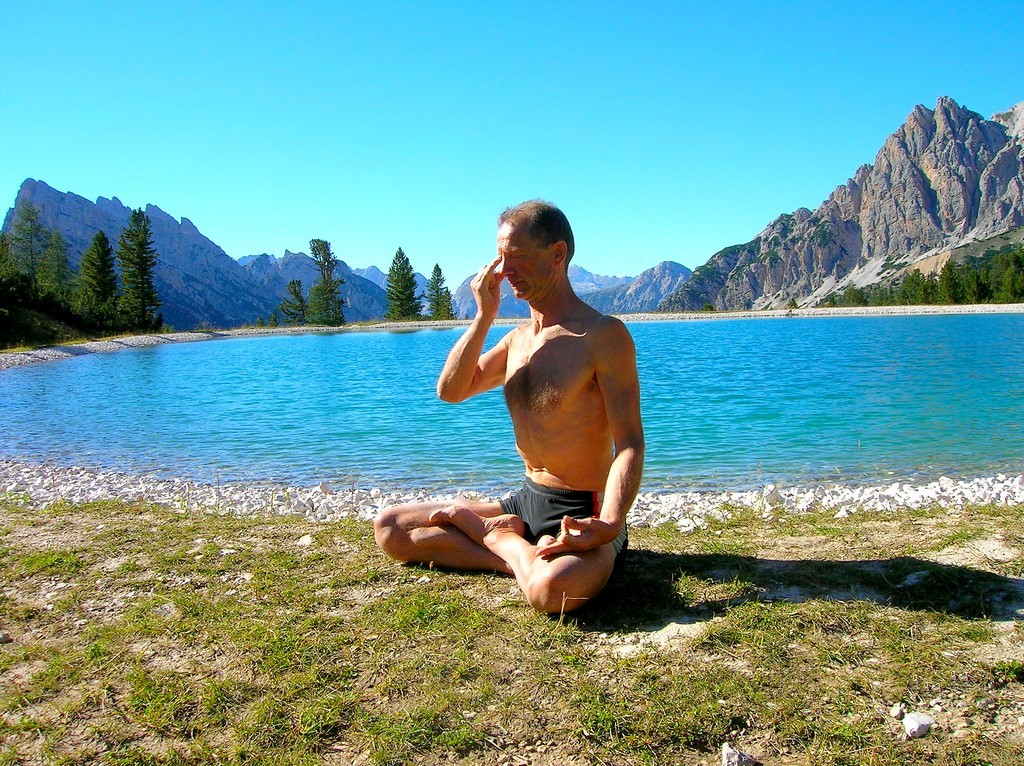
Iogui en posició de lotus practicant respiració pranayama

Va ser introduït a Occident en els anys 1970 per Yogi Bhajan. El kundaliní ioga inclou Asanes (postures), pranayama (control de la respiració), cant de mantres, Mudras (gestos psíquics), Bandhas (claus energètiques) i Kriya (exercicis).
Les postures són senzilles i acompanyades d'una respiració dinàmica, coneguda com a «respiració de foc».
Requereix poca exigència física i la pràctica genera tranquil·litat mental i vitalitat.
El Kundaliní Ioga emfatitza:
- La lentitud del moviment.
- La concentració mental en el moviment.
- La respiració profunda durant la seva pràctica.
- La immobilitat total a la postura mantinguda.
- La relaxació durant i després de cada exercici.

### Swasthya ioga
Swasthya ioga ('ioga de la salut'). En sànscrit, segons el Sanskrit-English Dictionary de Monier-Wiliams, la paraula swāsthia significa 'autosuficiència, salut, benestar, confort, satisfacció'. En hindi significa només 'salut '.
És un tipus de ioga pràctic, creat pel mestre brasiler DeRose.
Segons l'autor, el swāsthya ioga codifica i sistematitza un tipus de ioga estrictament pràctic, preclàssic, pre-vèdic i pre-ari, de llinatge tantra-samkhia (per tant matriarcal, sensorial, desrepresor, naturalista i tècnic). El seu nom erudit seria dakshina-achara-tántrika-niríshwara-samkhia-ioga (ioga ateu tàntric).
La seva característica principal és la pràctica regular, anomenada aṣṭāṅga sádhana (pràctica en vuit parts):
1. mudra
2. puja
3. mantra
4. pranayama
5. kriya
6. asana
7. yoganidra
8. samyama (dhārana, dhyana i samadhi)

Altres de les característiques principals del swāsthya ioga són la codificació de regles generals d'execució i la utilització de seqüències encadenades, sense repetició (coreografies).
Segons els seus seguidors, el swāsthya ioga és la sistematització del ioga original i més antic. Consideren que el ioga clàssic (de Patanjali) és una forma posterior. No consideren al ioga de Patanjali com un ioga religiós. De fet, consideren que el ioga de Patanjali és sa-īshwara samkhia ioga (sankhia-ioga amb Déu) que és naturalista i lleugerament teista, diferent del nir-īśvara sankhia (sankhia sense Déu).

### Escoles modernes
Altres tipus de ioga creats a la segona meitat del segle xx (presentats per ordre alfabètic):
- Mimamasa ioga .
- Purna ioga('ioga complet', síntesi moderna de diversos mètodes de ioga).
- Sarvar ioga ('ioga de tot', integració moderna del Hatha Yoga i el Bhakti ioga).

El tantra no es considera un tipus de ioga, sinó que és una altra escola hindú, tot i que alguns en diuen tantra ioga.

### Ioga científic
El ioga esportiu s'origina a partir del ashtanga ioga, hatha ioga i Maha ioga.
És un esport que valora l'educació espiritual de l'ésser humà i el domini de les seves sensacions, passions, emocions i sentiments.
Utilitza la competició espiritual com a mitjà de la superació personal, atorgant-li puntuació a la intel·ligència espiritual, composta d'intel·ligència afectiva i emocional.
Aquest mètode de ioga es divideix en quatre parts:
- ioga artístic
- ioga atlètic
- ioga asanes
- ioga rítmic.

### Ioga cristià
Creat per fra J. M. Dechanet, nascut a Bèlgica i pertanyent a l'orde benedictí. Va escriure el primer llibre de ioga cristià (amb permís d'imprimàtur de Pablo, bisbe de Bilbao l'any 1965).
Un seguidor seu, el jesuïta espanyol Ismael Quiles, com a rector de la Universitat Jesuïta del Salvador, a Buenos Aires (Argentina), oficialitza la professió d'instructor i professor de ioga.
Des dels anys vuitanta, l'Església Catòlica forma professors de ioga clàssic hinduista de Patanjali com a professors de ioga amb diplomatura. La comunitat catòlica argentina gaudeix de professors de ioga hinduistes i professors de ioga cristians que dicten classes a parròquies, monestirs, escoles, instituts i universitats catòliques de tot el país. Aquest sincretisme del cristianisme i hinduisme realitzat pel pare Quiles va ser seguit per diversos sacerdots, monges i germans de diferents ordres.

### Ioga vital
Creat per l'argentí Jorge Bidondo, qui el defineix com un ioga «actualitzat», de llinatge nathan i siddha nathan.
Pertany al llinatge Swami Vishnudevananda, Asuri Kapil, Krishna Kisore Das, i Sevananda.

## Doctrines del ioga
Els textos que estableixen les bases del ioga són el Bhagavad Gita , els Ioga sutres (de Patanjali), el Gheranda Samhita, el Ioga darshana upanishad i el Hatha ioga pradipika.
Segons les doctrines hindús en les quals s'assenta el ioga, l'ésser humà és una ànima (Atman) tancada en un cos (rupa). El cos té diverses parts: el cos físic (deha o śarira), la ment (mana), la intel·ligència (jna) i l'ego fals (ahaṃkāra).
Per dur una vida plena, cal satisfer tres necessitats: la necessitat física (salut i activitat), la necessitat psicològica (coneixement i poder) i la necessitat espiritual (felicitat i pau). Quan les tres es troben presents, hi ha harmonia.
El ioga és una saviesa pràctica que abasta cada aspecte de l'ésser d'una persona. Ensenya l'individu a evolucionar mitjançant el desenvolupament de l'autodisciplina. El ioga també es defineix com la restricció de les emocions, vistes com a meres fluctuacions (vṛtti) de la ment.
Els seguidors de l'hinduisme distingeixen entre l'ànima (impassible, sense emocions) i la ment (sempre fluctuant i plena de ansietats).
Segons alguns, el ioga ofereix els mitjans per comprendre el funcionament de la ment, o fins i tot seria l'art d'estudiar el comportament de la ment. Però d'altres opinen que el ioga no estudia res, no es tracta d'un esforç intel·lectual sinó d'una experiència mística, que entre altres coses ajuda a asserenar els incessants moviments de la ment, conduint a un impertorbable estat de silenci mental.
Els vaisnavas (adoradors de Vixnu) neguen aquest concepte, i diuen que no es pot silenciar la ment, sinó que se l'ha d'ocupar en activitats espirituals (ofertes a Déu), que alhora satisfaria l'ansietat de la mateixa i la purificaran dels desitjos materials.
El ioga és, doncs, l'art i la ciència de la disciplina mental a través de la que es conrea i madura la ment.
No és una ciència en el sentit occidental de la paraula. Els hindús utilitzen el concepte de ciència perquè saben que en el més racionalista món occidental la ciència està ben conceptuada.
El ioga busca arribar a la integració de l'ànima (Atman ) individual amb Déu (el Brahma) o amb la seva divinitat (avatar). Aquesta re-unió s'anomena Samadhi, a través de la qual s'accedeix a l'alliberament ( mokxa ).

## Textos fonamentals del ioga

### Bhagavad Gita
Al Bhagavad Gita ('la cançó de l'opulent'), el déu Krixna (també anomenat Bhagavad) estableix de manera extremadament succinta quatre corrents principals del ioga (presentades en ordre d'importància, segons els estudiosos delBhagavad Gita):
- L'astanga ioga (o 'ioga dels vuit passos', amb pràctica de asanes o postures)
- El Jnane ioga (o recerca intel·lectual de l'Absolut, mitjançant l'estudi de lògica i la meditació)
- El karma ioga (o ioga de l'acció dedicada a Déu)
- El Bhakti ioga ('devoció' dirigida cap Krixna com a persona)

Alguns hindús consideren que Krixna és només un dels avatars de Vixnu, un Deva entre molts, encara que el més popular. Entre ells, hi ha qui creu que el ioga no busca l'apropament a un avatar. En canvi els vaisnavas (vixnuistas, entre els quals es troben els Hare Krishna) creuen que el ioga no es tracta de postures físiques, sinó d'un estat de consciència de devoció i lliurament total al déu Krishna.

### Ioga sutres de Patanjali
Al Ioga Sutra, Patanjali defineix el ioga amb el següent aforisme:
sent citta: 'consciència', vṛtti: 'fluctuacions, moviments' i nirodhaḥ: 'restricció, supressió, control '. La traducció literal és, doncs: 'El ioga és la restricció de les fluctuacions de la consciència'.
Algunes traduccions més lliures d'aquest aforisme són:
- De Rose: ioga és la supressió de la inestabilitat de la consciència.
- Gardini: el ioga és la supressió de les modificacions de la ment.
- Kurma Raja DASA: ioga és el cessament de les fluctuacions de la ment.
- Purohit Swami: ioga és el control de les activitats de la ment.
- Satie Prakash: ioga és la inhibició de les funcions mentals.
- Shivananda: el ioga és la supressió dels remolins mentals.
- Taimni: ioga és la inhibició de les modificacions de la ment.
- Tola' i 'Dragonetti: ioga és la restricció dels processos de la ment.
- Vishnudevananda: el ioga és la supressió de l'activitat mental.
- Wood, Ernest E.: ioga és el control de les idees en la ment.
- Desikachar: ioga és l'habilitat de dirigir la ment exclusivament per un objecte i sostenir aquesta direcció sense cap distracció.
- Johnston: La unió, la consciència espiritual, s'aconsegueix per mitjà del domini de la

versàtil naturalesa psíquica.
- Lin Yutang: ioga és impedir que la substància mental prengui formes variades.
- Madhava: ioga és la unió conscient amb l'essència d'un mateix.
- Mircea Eliade: ioga és la supressió dels estats de consciència.
- Prabhavananda: ioga és el control de les ones-pensament de la ment.
- Satchidananda: ioga és la restricció de les modificacions de la matèria mental.
- Stephen: el ioga pot ser assolit pel domini de la tendència natural de la ment a reaccionar a les impressions.
- Vivekananda: ioga és impedir que la matèria mental prengui formes variades.

## Ioguis notables

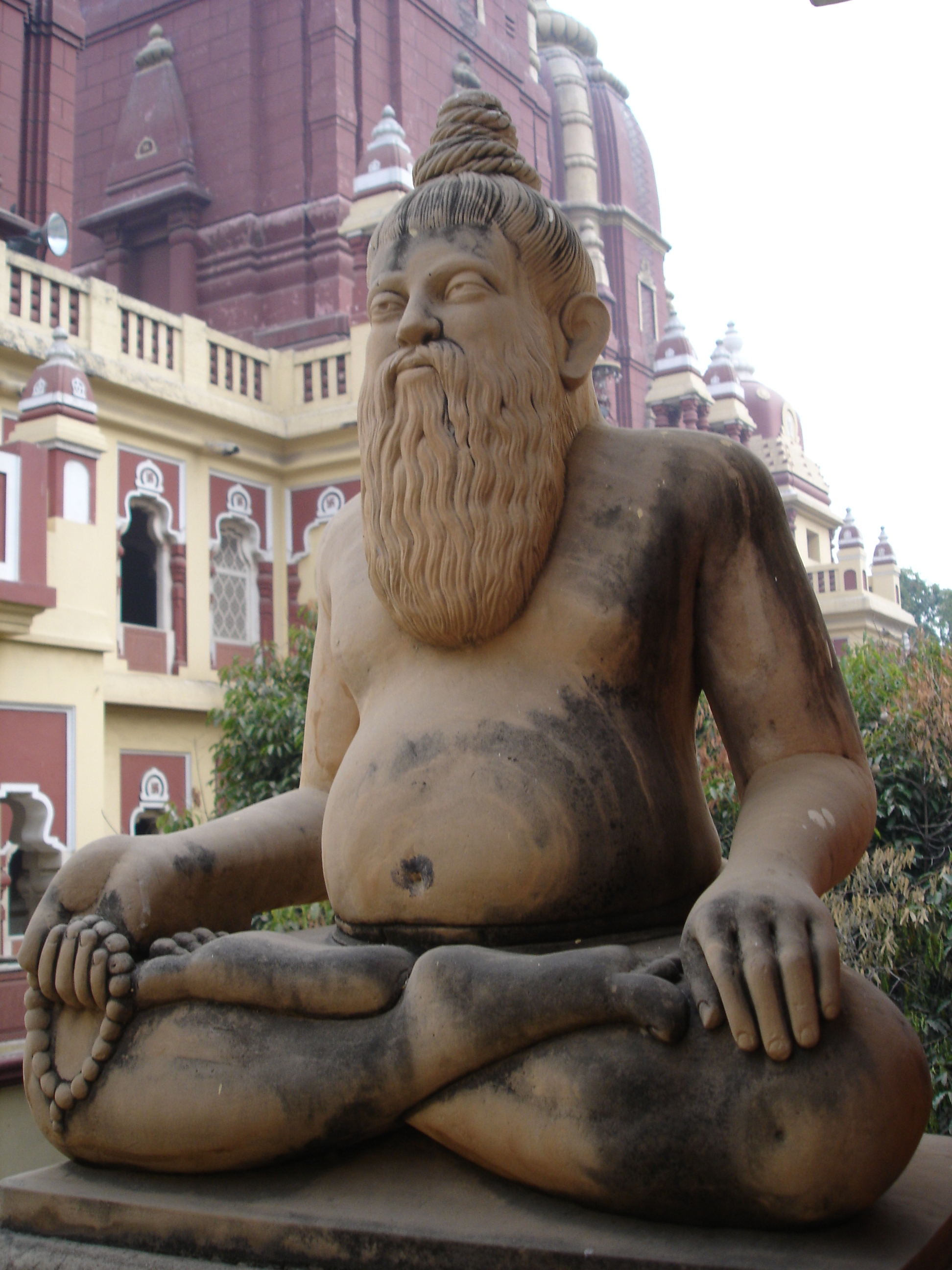
Escultura d'un iogui a Birla Mandar (Nova Delhi)

Un iogui és un practicant de ioga. Generalment, aquesta designació es reserva a practicants avançats de ioga.
En idioma sànscrit, Iogi (o també iogin) es refereix exclusivament a un home. En l'actualitat s'ha creat el neologisme i retronin sànscrit yogīnī per a la practicant dona.
La paraula ioga es tradueix generalment com "unió".
Pot referir-se a la unió de l'ànima amb Déu, o a la integració entre el cos, la ment i l'esperit.
- Patanjali (segle iii aC), va escriure el text sànscrit Ioga sutra, que va establir les bases del ioga.
- Shankaracharya  (788- 820) iogui de la tradició Jnane ioga (unió amb Déu a través del coneixement), va consolidar la doctrina Advaita Vedanta, que estableix que Déu i les ànimes no són diferents (a: 'no',dwaita: 'dualitat').
- Mirabai (1498-1547): poetessa hindú de la tradició Bhakti (devoció) nascuda a Mert (districte Nagaur, Rayastán). Va viure tota la vida a Vrindavan (l'aldea del déu Krishna).
- Ramakrishna  (1836-1886), un Bhakti iogui que va portar un renéixer al ioga a l'Índia. Devot de la deessa Kali i mestre del Advaita Vedanta, va predicar que «totes les religions porten al mateix objectiu». Els seus deixebles adoraven la seva esposa, Sarada Devi, com a reencarnació de la divina Mare Kali.
- Swami Vivekananda (1863-1902), deixeble de Ramakrishna, és conegut per introduir la doctrina del ioga a Occident, així com un revigoritzant de l'hinduisme en un context contemporani durant els problemes de llibertat a l'Índia.
- Sri Aurobindo (1872-1950) i la Mare  (1878-1973), va traduir escriptures iòguiques, com els Upanishad i el Bhagavad Guita . El seu poema èpic Savitrí: una llegenda i un símbol és un tresor de la literatura iògica hindú, i un dels més llargs poemes escrits en anglès. També va fundar un asram a Pondicherry, que continua propagant la pràctica del "ioga integral", que constitueix la síntesi efectuada per Aurobindo dels quatre principals ioga: (karma, Jnane , Bhakti i raja).
- Swami Sivananda (1887-1963), fundador de la Divine Life Society, va viure la major part de la seva vida en Rishikesh (Índia). Després va servir com a metge a Malàisia. Pensava que la malaltia era un problema de l'ànima i va veure la cura en la pràctica del ioga. Va escriure 300 llibres sobre ioga, religió, espiritualisme, hinduisme, moral, higiene i salut. Va ser un pioner en portar el ioga a Occident. El seu lema era: «Serveix. Estima. Regala. Medita. Purifica. Realitza ». Un dels seus deixebles va ser Swami Satchidananda.
- Sri Tirumalai Krishnamacharya (1888-1989) va ensenyar al Mysore Palace des de 1924 fins a 1957, després a Madràs fins a la seva mort el 1989. Va ser mestre de tres influents ioguis que van difondre les seves idees pel món:
  - Indra Devi (1899-2002): formava part de la reialesa russa, va ser educada a Occident, va estudiar a l'Índia sota Krishna Nama Acharya només després que el maharajà va obligar el guru a acceptar una dona al seu asram. Va ser una celebritat a Hollywood com guru de les estrelles de cinema. Morí a l'Argentina.
  - Sri K. Pattabhi Jois (1915-2009).
  - B. K. S. Iyengar (1918-2014). Bellur Krishnamacharya Sundaraja Iyengar és mestre iogui creador de l'estil Iyengar. Té un institut de ioga a la ciutat Índia de Pune, el Rammamani Iyengar Memorial Institute.
  - T. K. V. Desikachar: fill de KrishnaNamAcharya.
- Paramahansa Yogananda (1893-1952), practicant deKriya-ioga, ensenya el ioga com la veritat oculta sota el cristianisme. El 1920 es va traslladar als EUA, on va viure la resta de la seva vida. En 1925 va fundar el Self-realization Fellowship a Los Angeles. El seu llibre Autobiografía d'un iogui (1946) segueix sent un best-seller.
- A. C. Bhaktivedanta Swami Prabhupada (1896-1977) va popularitzar el Bhakti ioga en tot el món mitjançant la seva secta, els Hare Krishna (1966).
- Yogiraj Swami Bua' (1898-?), va fundar la Societat Vedanta Ioga Indus-Americana (1969). Swami Sivananda li va donar el títol de yoguirash ('rei del ioga') i hatha ioga maharash ('emperador del hatha-ioga').
- Gopi Krishna (1903-1984) oficinista caixmiri que va escriure un supervendes autobiogràfic[5] sobre les seves experiències espirituals relacionades amb la serp interna kundaliní.
- Swami Satchidananda (1914-2002), fundador de l'Institut International Ioga Integral. De mentalitat pràctica, en la seva joventut va fer instal·lar el primer sistema elèctric, la bomba d'aigua i una botiga de fotografia al Ashram del seu guru Swami Sivananda. Llançat a la fama a Nova York per Conrad Rooks i Peter Max, el 1966 va iniciar el moviment Flower Power.
- Maharishi Mahesh Yogi (1917-) fundador del moviment de Meditació Transcendental, es va fer famós quan a mitjans dels anys seixanta The Beatles estudiaren uns dies amb ell a l'Índia (i immediatament ho van rebutjar, considerant-lo un estafador).
- P. R. Sarkar (1921-1990) també conegut com a Baba, fundador del moviment Ananda Marga ('el camí de la benaurança', 1955). Basat en el ioga tántrico, els seus ensenyaments emfatitzen el servei social en el context d'una cultura econòmica i política («autorealització i servei a tots).
- Neem Karoli Baba (?-1973) Bhakti iogui del nord de l'Índia, famós a Occident pels hippies americans que viatjaven a l'Índia en els anys seixanta: l'escriptor Ram Dass, els ioguis Bhagavad Das i Baba Hari Dass, i els músics Jai Uttal i Krishna Das.
- Swami Sivananada Radha deixeble canadenc de Swami Sivananda, autor d'un llibre sobre hatha ioga. Els seus deixebles practiquen una extrema no-violència.
- Swami Vishnu Devananda (1927- 1993) fundador dels Centres Sivananda Yoga Vedanta (1969), es deia la «autoritat mundial» a hatha ioga i Raja Ioga. Li deien el «Swami volador» a causa dels seus viatges en avió pel món.
- Mata Amritanandamayi (1953-): dona guru nascuda a Kerala (sud de l'Índia). En anglès es coneix com a hugging saint ('la santa que abraça'), perquè els seus seguidors passen en fila per abraçar-la (a raó d'una persona cada dos segons, més de 20.000 persones en 12 hores).